# Bartonella quintana
Bartonella quintana, previamente conocida como Rochalimaea quintana, es una proteobacteria perteneciente al género Bartonella. 
B. quintana es un microorganismo transmisible por piojos. Es el agente etiológico de la fiebre de las trincheras, una enfermedad infecciosa que afectó más de 1 millón de soldados en Europa durante la Primera Guerra Mundial.